# Alba Berlin Basketballteam 2022-2023
Questa voce raccoglie le informazioni riguardanti l'Alba Berlin Basketballteam nelle competizioni ufficiali della stagione 2022-2023.

## Stagione
La stagione 2022-2023 dell'Alba Berlin Basketballteam è la 32ª nel massimo campionato tedesco di pallacanestro, la Basketball-Bundesliga.

## Roster
Aggiornato al 31 luglio 2022.
| Alba Berlin 2022-23 | Alba Berlin 2022-23 |
| Giocatori           | Staff tecnico       |
| ------------------- | ------------------- |

| N. | Naz.                                                  | Ruolo | Nome              | Anno | Alt.   | Peso   |  |
| -- | ----------------------------------------------------- | ----- | ----------------- | ---- | ------ | ------ |  |
| 0  | Germania (bandiera)                                   | P     | Maodo Lô          | 1992 | 191 cm | 82 kg  |  |
| 1  | Italia (bandiera)                                     | GA    | Gabriele Procida  | 2002 | 199 cm | 88 kg  |  |
| 2  | Germania (bandiera)                                   | P     | Nils Machowski    | 2004 | 190 cm | 75 kg  |  |
| 3  | Stati Uniti (bandiera) · Croazia (bandiera)           | PG    | Jaleen Smith      | 1994 | 192 cm | 93 kg  |  |
| 6  | Germania (bandiera)                                   | G     | Malte Delow       | 2001 | 197 cm | 84 kg  |  |
| 7  | Nuova Zelanda (bandiera)                              | C     | Yanni Wetzell     | 1996 | 207 cm | 109 kg |  |
| 8  | Svezia (bandiera)                                     | AP    | Marcus Eriksson   | 1993 | 201 cm | 87 kg  |  |
| 9  | Germania (bandiera)                                   | G     | Jonas Mattisseck  | 2000 | 192 cm | 84 kg  |  |
| 10 | Germania (bandiera)                                   | AG    | Tim Schneider     | 1997 | 208 cm | 108 kg |  |
| 11 | Germania (bandiera)                                   | AG    | Rikus Schulte     | 2004 | 204 cm | 87 kg  |  |
| 19 | Germania (bandiera)                                   | AP    | Louis Olinde      | 1998 | 205 cm | 87 kg  |  |
| 20 | Bosnia ed Erzegovina (bandiera) · Germania (bandiera) | P     | Abdulah Kamerić   | 2000 | 192 cm | 86 kg  |  |
| 21 | Ciad (bandiera)                                       | C     | Christ Koumadje   | 1996 | 221 cm | 122 kg |  |
| 25 | Germania (bandiera)                                   | PG    | Elias Rapieque    | 2004 | 200 cm | 90 kg  |  |
| 32 | Germania (bandiera)                                   | AC    | Johannes Thiemann | 1994 | 206 cm | 102 kg |  |
| 43 | Stati Uniti (bandiera)                                | AG    | Luke Sikma (C)    | 1989 | 202 cm | 107 kg |  |
| 44 | Stati Uniti (bandiera)                                | C     | Ben Lammers       | 1995 | 208 cm | 103 kg |  |
| 45 | Israele (bandiera)                                    | P     | Tamir Blatt       | 1997 | 178 cm | 82 kg  |  |
| 50 | Israele (bandiera)                                    | GA    | Yovel Zoosman     | 1998 | 200 cm | 90 kg  |  |

| Allenatore                                                                                      |
| - Israel González                                                                               |
| Assistente/i                                                                                    |
| - Thomas Päch - Sebastian Trzcionka Legenda - (C) Capitano - (IN) Inattivo - Infortunato Roster |

## Mercato

### Sessione estiva
| Acquisti | Acquisti         | Acquisti          | Acquisti   | Acquisti |
| R.       | Nome             | da                | Modalità   |          |
| -------- | ---------------- | ----------------- | ---------- | -------- |
| P        | Žiga Samar       | Fuenlabrada       | svincolato |          |
| GA       | Gabriele Procida | Fortitudo Bologna | svincolato |          |
| C        | Yanni Wetzell    | Saski Baskonia    | svincolato |          |

| Cessioni | Cessioni       | Cessioni       | Cessioni    | Cessioni |
| R.       | Nome           | a              | Modalità    |          |
| -------- | -------------- | -------------- | ----------- | -------- |
| P        | Žiga Samar     | Amburgo Towers | prestito    |          |
| AG       | Oscar da Silva | Barcellona     | rescissione |          |
| C        | Krešimir Nikić | Bayreuth       | prestito    |          |